# ガンダムデスサイズ
ガンダムデスサイズ (Gundam Deathscythe) は、1995年放送のテレビアニメ『新機動戦記ガンダムW』に登場する架空の兵器。有人操縦式の人型ロボット兵器「モビルスーツ」 (MS) のひとつ。
死神のような外見が特徴の隠密戦用ガンダムタイプMSで、主要人物のひとりである「デュオ・マックスウェル」の搭乗機。機体名の「デスサイズ」とは、英語で死神の大鎌を意味する。敵組織であるOZ（オズ）からは「ガンダム02（ゼロツー）」のコードネームで呼ばれる。劇中後半では、改修型である「ガンダムデスサイズヘル」として登場する。
メカニックデザインは大河原邦男が担当。テレビ放送終了後に発表されたOVAおよび劇場用アニメ『新機動戦記ガンダムW Endless Waltz』では、カトキハジメの手により新たにデザインが描き起された。これにより設定上は同一機だが、デザインの異なる2タイプ「テレビ版」と「EW版」が存在する（詳細は後述）。
本項では、外伝作品『新機動戦記ガンダムW〜ティエルの衝動〜』に登場する派生機の解説もおこなう。

## 機体解説
スペースコロニー内の反地球圏統一連合勢力による地球攻撃作戦「オペレーション・メテオ」に投入された5機のガンダムの1機。トールギスとウイングガンダムゼロ（ウイングゼロ）を開発した技術者のひとりプロフェッサーGによって開発され、L2コロニー付近の「スイーパーグループ」出身の少年デュオ・マックスウェルがパイロットを務める。
プロフェッサーGの得意分野であるステルス技術を活用し、敵に近接攻撃を仕掛けるという思想のもとに設計された。ガンダム共通の装甲材である「ガンダニュウム合金」の電磁波吸収特性も、このコンセプトに寄与している。すばやく敵に接近する目的から5機中最高のスピードアビリティを有し、これを支えるために胸部にはエンジン冷却用の大型エアダクトを設置している。
漆黒の機体色とビームサイズの戦闘法は死神を想起させ、OZ兵士たちのあいだで「ガンダムを見た者は生きて帰ってこない」というジンクスを生み出す要因となる。

### Endless Waltz版
劇場作品『新機動戦記ガンダムW Endless Waltz 特別篇』公開時に、OVAでカトキハジメによってリファインされたEW版ガンダムデスサイズヘルから逆算して、テレビ版デスサイズをリファインした機体。大河原デザインのテレビ版に対し、初期はカトキ本人のイニシャルを取って「Ver.Ka.」、もしくは「アーリータイプ」とも呼ばれていたが、漫画『新機動戦記ガンダムW Endless Waltz 敗者たちの栄光（敗栄）』で当デザインの機体が登場することなどをきっかけとして、EW版と呼称されるようになった。
全体的なカラーリングはテレビ版に準拠し、武装面でもバスターシールドやハイパージャマーなどテレビ版と同様の武装を装備しているが、本体の形状はEW版ヘルをもとにしているため、ヒザと爪先の巨大なスパイクはそのまま残っており、頭部ヘルメットのカラーはホワイトに変更されている。EW劇中でデュオの過去が語られた場面では、EW版デスサイズヘルから背部アクティブクロークを外した状態の機体が登場しており、カラーリングもヘルのままとなっている。
2010年09月24日に当デザインを再現したガンプラ・マスターグレード版が、「XXXG-01D ガンダムデスサイズEW（エンドレスワルツ版）」の商品名で発売された。

#### ガンダムデスサイズ（G.F.F.M.C.版）
2025年に通販サイト『魂ウェブ商店』で受注販売される完成品フィギュア『GUNDAM FIX FIGURATION METAL COMPOSITE ガンダムデスサイズ（EW版）』に合わせて、カトキハジメがデザインアレンジを施した姿。『敗栄』での解釈や武装を採用したうえで、さらなるオリジナルギミックと新武装を追加している。高速飛行形態「レイヴン形態」への変形機構を有している。

### 武装
ビームサイズ
巨大な鎌のような接近戦用ビーム兵器。一薙ぎで複数の敵機を撃破し、ビーム発生器の角度を変えることで槍としても使用可能。ガンダムが装備するビーム兵器は、ガンダニュウム合金の採用によってデバイスの耐久度が向上するとともにビームと空間の間に電離領域と電磁界を発生させる特性を有しており、水中でもいっさい減衰しないほどの高出力を発揮する。非使用時は柄が短縮化し、腰部背面のラックに懸架される。
EW版では柄が杖のような非直線デザインに変更され、ビーム刃の角度調節機構及び柄の伸縮機構は存在しない。非使用時は短縮しないままバックパックに背負うように懸架される。G.F.F.M.C.版では、後述のヘルが装備するビームシザーズと同じ形状と追加ギミックが採用され、二枚刃のツインビームサイズや、柄の両端に刃を配置したフリューゲルモード、そしてさらなるオリジナル形態として、フリューゲルモードの穂先に3基のバスターシールドを集中配置した巨大鎌となる。
バスターシールド
左腕に装備された防御装備。先端の開閉式クローで敵機を挟み込み、中央から発生するビームで撃破するほか、シールド自体を射出することもできる。G.F.F.M.C.版のレイヴン形態時は3基を機首とした三つ首龍のような姿となる。
ハイパージャマー
バックパック左右に装備された電子戦用装備。周囲に特殊粒子を散布することで強力な電波妨害を発生させ、時間制限はあるものの電子機器をほぼ完璧に無効化することができる。MSなど外部カメラやレーダーなどから情報を得る兵器にとっては、姿が消えているように感じる。デスサイズ本体の電子機器は専用品を採用しているため、妨害の影響を受けない。
スーパーロボット大戦シリーズでは回避に用いる「分身」や、姿を隠して攻撃する武器にもなっている。
バルカン
頭部に2門内蔵された近接防御機関砲。マシンキャノンとともに斉射可能な時間は1分にも満たない。
マシンキャノン
両肩に内蔵される大口径機関砲。
EW版では非装備。
ルーセット装備
『敗栄』で新設定された、EW版オリジナル装備。バックパックの両脇に追加装備される、大気圏内飛行用の可変翼ユニット。ウイングガンダム（EW版）の主翼を小ぶりにしたような形状をもち、デスサイズ本体のバックパックと翼自体に内蔵されたスラスターを併用することで、ウイングガンダムと同等の空中機動性飛行能力を発揮する。その反面、小型のため航続距離には制限がある。G.F.F.M.C.版では、後述のデスサイズヘルと共通ギミックを用いた飛行形態「レイヴン形態」に変形する。

### 劇中での活躍
地球に降下後はハワードのサルベージ船を拠点に活動をおこない、連合やOZの部隊を圧倒する。その一方、ヒイロ・ユイの手でウイングガンダムと共に海中に沈められたり、ウイングガンダムの修理用にパーツを抜き取られたりする。
組織がOZに降伏した後はHLVで宇宙に帰還。戦闘による消耗と地上仕様のままだったことが要因でOZ宇宙軍のトーラスに敗北。機密保持のために自爆を試みるも自爆回路の故障により失敗する。捕虜になったデュオはヒイロに救出されるが鹵獲されたデスサイズは「コロニーの反乱分子の粛清」と「OZへの恭順を示す」ための標的機にされ、OZの兵士として潜入活動中のトロワ・バートンが操縦するリーオーのビームカノン（トーラス用）で破壊される。機体の残骸は回収され、後述のデスサイズヘルに強化される。

### 製作エピソード
大河原邦男は自著において、「ヨーロッパをイメージしたガンダムとしてデザイン」「当初は棺桶状のシールドを装備していたが、バンダイの意向から決定稿のものへ訂正した」「肩のパーツはコウモリの意匠」だと説明している。

## ガンダムデスサイズヘル
OZの月面基地に拘束された5人のガンダム開発者たちが、同基地に回収されたデスサイズを、同じく回収されたシェンロンガンダムとともに極秘に修復・強化した機体。死神伝説を打ち立てたデスサイズが蘇った地獄からの使者とも評される。
5機のガンダムは基本的に地上戦を目的に開発された機体であり、改修時は宇宙戦に対応した機動性の強化がおこなわれる。本機ではさらに、メリクリウスの技術を応用した特殊装甲「アクティブクローク」が増設され、防御力とステルス性能の強化が図られている。

### Endless Waltz版（デスサイズヘル）
OVA『新機動戦記ガンダムW Endless Waltz』用に、カトキハジメがデザインリファインをおこなった機体で、設定上はテレビ版とまったく同一の機体。OVA公開当時に発売されたプラモデルなどの商標名や関連ゲームにおける名称は、テレビ版と区別できるように「ガンダムデスサイズヘルカスタム」と呼称されていたが、リデザインした同一機ではなく改良機と誤解を招くことから、次第に「ガンダムデスサイズヘル（EW版）」という名称表記へと移行していった。
アクティブクロークはよりコウモリの翼に近い生物的なフォルムにリファインされ、表面のフィールドジェネレーターやホワイトの塗り分けを廃したシンプルなデザインに変更。頭、胸など本体部分は改修前のテレビ版デスサイズに近い形状である。四肢は白ではなくグレーで、ひざと爪先には巨大なスパイクが設置されている。
漫画『新機動戦記ガンダムW Endless Waltz 敗者たちの栄光』などのメディアミックス作品では武装を中心としたデザイン変更がおこなわれた（後述）。

#### ガンダムデスサイズヘル（G.F.F.M.C.版）
2023年に通販サイト『魂ウェブ商店』で受注販売された完成品フィギュア『GUNDAM FIX FIGURATION METAL COMPOSITE ガンダムデスサイズヘル（EW版）』に合わせて、カトキハジメがデザインアレンジを施した姿。『敗栄』での解釈や武装を採用したうえで、さらなるオリジナルギミックと新武装を追加。同じG.F.F.M.C版のウイングゼロEWを参考に、各部の装甲を展開した「グリムリーパーモード」や、高速飛行形態「レイヴン形態」およびそのフル武装版である「レイヴンクロー形態」への変形機構を有している。

### 武装
ツインビームサイズ / ビームシザース / ツインビームシザース
ビーム発生器を2基に増設した連装刃タイプのビームサイズ。1枚目の刃で敵MSの装甲を、2枚目でフレームを両断し確実な撃破を目的とする。またバーニアも付加されており、総合的な威力は単刃タイプの4倍に強化されている。柄の伸縮機構は継承され、不使用時には腰部背面のラックにマウントされる。
EW版では単刃のままで、名称が「ビームシザース」に変更されている（資料によってはそのまま「ビームサイズ」と表記される）。『敗栄』では、柄の直上にもビーム刃を増設したL字状のハルバートを思わせる「ツインビームシザース」となっている。『敗栄』作中ではヒルデの駆るリーオーが使用する場面もある。G.F.F.M.C.版では、一枚刃のシザースと二枚刃のツインシザース、柄尻にも刃を追加した三枚刃仕様に組み替えることが可能となっている。
バスターシールド
クローの攻撃力とビーム刃の出力強化に加え、スラスターの強化によって射出速度も向上している。また、シールドが棺桶状となったことにより、見るものに恐怖を与える効果を得ている。
EW版では不採用となった代わりに、両前腕部に手甲状の装甲が追加されている。『敗栄』では「ホーネット装備」として改修前と同型の2基が両腰に装備され、前方に向けて射出することができる。
ハイパージャマー
外見やサイズはそのままに、基本性能を2倍に向上。胸部に設置された肋骨状の増幅装置「リブジャマー」や頭部外縁に施された白い装飾との相乗効果によって、より幻惑効果が高められている。
EW版では両肩上部に設置されたバルジ状のパーツがハイパージャマーとリブジャマーの機能を担っている。
アクティブクローク
胴体前後面を覆う外套（クローク）状の追加可動装甲。前面には赤いディフェンスフィールド発生器を設置。これはメリクリウスのプラネイトディフェンサーを応用したもので、戦艦の主砲クラスのビームを防ぐフィールドを発生させる。また、装甲自体にも対ビームコーティング塗装が施されている。さらには対レーダー装甲としての機能をも併せ持っており、ハイパージャマーやガンダニュウム合金の働きもあり、接触以外の機体検知は不可能となる。
さらに、高機動戦闘時は前後の装甲が肩上部に跳ね上げられ、悪魔の翼を連想させるシルエットを形成する。この翼はウイングとしての機能も有しており、大気圏内での機動性を向上させる。翼状の機構はプロフェッサーGがかつて携わった「ウイングガンダムゼロ」開発時のノウハウが生かされている。なおクロークの基部フレームが両肩口に位置するために、マシンキャノンは撤去されている。
EW版では前面の翼のみが横方向に開閉する方式に変更。ウイングゼロのように翼を閉じての大気圏突入も可能としている。
G.F.F.M.C.版オリジナル装備
アードラー装備
組み替え使用が可能なビームサイズ。柄の両端にビーム刃を発生させる「フリューゲルモード」、テレビ版ツインビームサイズに似た連装刃の「ビークモード」、二振りの小型鎌に分割した「タロンモード」の3形態を使い分ける。
バスターシールドヘル
ウイングゼロのものに似た形状のシールドに、テレビ版ヘルのバスターシールドのような棺桶状の装甲を被せた装備。通常のバスターシールドのようなビーム刃展開や射出機能をもつほか、レイヴン形態 / レイヴンクロー形態時の機首となる。
バスタースティンガー
左右の手甲部に内蔵されており、先端部を展開することでビーム刃を発生させる。バスターシールドのような射出機能をもたない純粋な格闘装備。
デザインしたカトキハジメは、「EW版」にて手甲部を武器にするアイデアはOVAの展開当時から存在したものの、未使用だったと語っている。

### 劇中での活躍
テレビ版
月面基地を管轄するOZ技師長ツバロフとレディ・アン特佐の対立による混乱のさなか、脱獄したデュオが搭乗。この時点での機体完成度は70〜80パーセント程度だが、初陣では基地に配備された新型モビルドール（MD）ビルゴを、同じく脱出した張五飛のアルトロンガンダムとともに圧倒する。脱出後は故郷のL2コロニー群に帰還。ジャンク屋を経営する傍ら、周辺宙域を哨戒するOZ部隊への海賊稼業を行いつつ最終調整を完了させる。最終戦であるリーブラ攻防戦においては、地球へ落下するリーブラ、ピースミリオンの軌道を変えるべく、ドクターグループを艦内のリーブラに送り届ける。小説版では、戦後の平和の象徴としてL2コロニーで祀られる。
EW版
機体廃棄のため、ほかのガンダムたちとともに一度太陽へ向けて打ち上げられるが、マリーメイア軍の蜂起をきっかけに全機が再回収され、ブリュッセルの戦いに参加する。マリーメイア軍による紛争終結後、サンドロック改・ヘビーアームズ改とともにデュオの手により爆破される。

### 製作エピソード(デスサイズヘル)
大河原邦男は「死神はローブで姿を隠すイメージをもっていたことから、翼を開いて悪魔の意匠となるデザインをおこなった」と語っている。

## ガンダムデスサイズギルティ
『新機動戦記ガンダムW〜ティエルの衝動〜』に登場する機体。ロームフェラ財団によって隠匿されていた量産型ガンダムのひとつ。全身にプリズム粒子コーティングが施されており、標的から見た角度に対してのみ、装甲の構成面レベルで自機の姿を完全に消すことの出来る特殊ステルス機。ガンダムデスサイズヘル（EW版）をベースとしており、本来背部に装備されているアクティブクロークが両腰に装備されているほか、配色も一部異なる。
元OZのパイロットであるセミスが搭乗し、ドッペルトの搭乗するガンダムサンドレオンと共に、新型機を奪取し逃走したティエル・ノンブルーの追撃任務を受け出撃するが、ティエンロンガンダムに返り討ちに遭い、戦士の墓と呼ばれる場所の重力圏に落とされ小破。その後、緊急チューンナップがおこなわれるものの、ガンダムデリンジャーアームズと相打ちになる。
また、ガンダムサンドレオン共々G-UNITシステムを搭載した機種でもあり、緊急チューンナップによるカスタム化に際しては、戦士の墓に墜落してから戦場の中でのきわめて短い時間で、放棄されたパーツを流用した後述のカスタム化を達成している。

### ガンダムデスサイズギルティカスタム
デスサイズギルティを、戦士の墓に残存していたハイドラガンダムの試験用パーツ（両肩等）をサルベージし、バックパック部にショルダー・クローとして接続。副腕兼ビーム砲として運用することで、緊急チューンアップを施した機体。射撃戦で絶大な威力を発揮する。

## 魔法使い（ワーロック）
『新機動戦記ガンダムW Frozen Teardrop』に登場。ガンダムタイプのフェイス以外は特殊ステルス仕様のマントで覆われているため、全体の形状は不明。武装はビームサイズのみであり、隠密戦闘を主とする。パイロットは2代目デュオ・マックスウェルが務める。
その正体は、かつてのプロメテウスやシェヘラザードと同じくオペレーション・メテオ以前に開発された試作機であり、本来は獣を思わせる四足歩行機として開発されたものを、プロフェッサー・Gが強引に人型に変形可能な機体として完成させた。二代目デュオはこの四足形態を「フェンリル」と呼称し、黒いウイングゼロとの戦いではこの形態に変形する。

## ガンダムデスサイズヘル クロークドカスタム
『ガンダムW』30周年記念として発表された新規映像『新機動戦記ガンダムW -Operation 30th-』で初登場。全身をローブで覆っており、隙間からビームサイズとアクティブクロークが露出している。